# Amédée III de Montfaucon
Pour les articles homonymes, voir Amédée III.
Amédée III de Montfaucon, (? - 15 janvier 1280), est seigneur de Montfaucon, d'Orbe et d'Échallens. Grâce à son habileté, il parvient à réunir tous les domaines de la maison de Montfaucon, du diocèse de Lausanne aux fiefs de Pontarlier et d'Ornans.

## Biographie
Amédée III de Montfaucon est fils de Richard III de Montfaucon comte de Montbéliard et d'Agnès de Bourgogne-Auxonne, sœur d'Étienne II et tante de Jean le Sage.

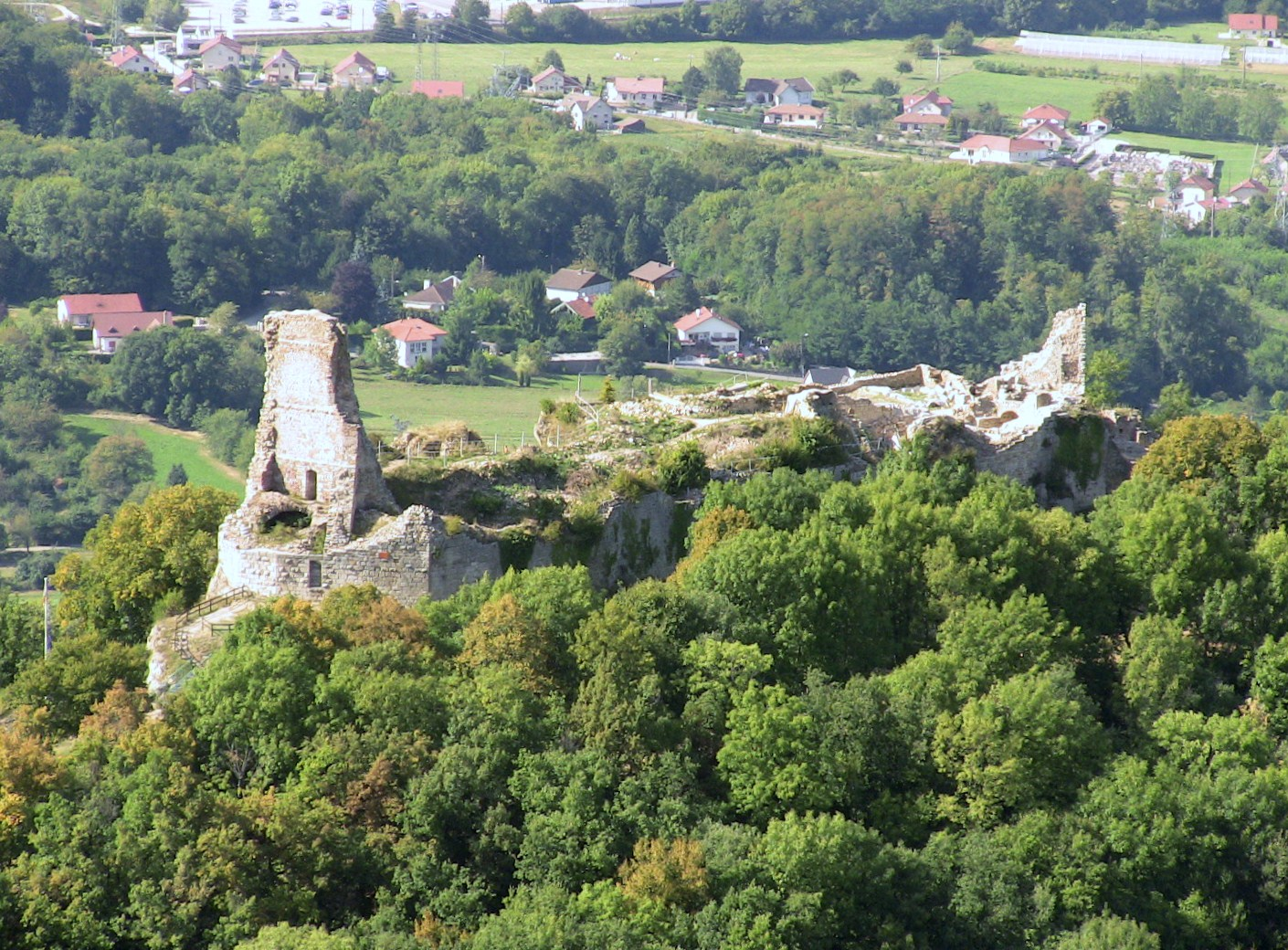
Château féodal de Montfaucon

En 1218 le décès de Bertold V de Zähringen laisse la voie libre à Amédée pour agrandir ses domaines avec l'aide de Jean l'Antique issu de la maison de Chalon. Après le décès de son père Richard III vers 1230 (1227/1237), le nouveau sire de Montfaucon fait relever les limites de ses forêts, en particulier celle d'Échallens. Dans le même temps, des contestations s'élèvent entre Amédée et Pierre II de Savoie au sujet de droits sur les terres d'Yverdon. Pierre II avait fait ceindre la ville d'une enceinte fortifiée, empêchant ainsi le sire de Montfaucon de percevoir ses droits, alors qu’il avait pourtant réparé des ponts, des moulins, des viviers et un port sur le lac. Ne pouvant soutenir une guerre contre ce puissant rival, Amédée accepte de lui vendre ses droits en 1260, et ordonne à ses vassaux de prêter hommage à ce comte. Cinq ans plus tôt, Amédée s'était vu remettre la partie d'Orbe que détenait le comte de Bourgogne Hugues de Chalon : "comme leur amé et féal Amédée, sire de Montfaucon, tient déjà d'eux en fief et châsement la moitié d'Orbe, ils lui ont donné l'autre moitié en échange de certains droits qu'Amédée avait à Châtillon-le-Duc, près Besançon. A condition que le dit sire de Montfaucon tiendra d'ors en là le tout d'Orbe et ses appendices ligement d'eux et des comtes palatins leurs successeurs",.
La ville d'Orbe, qui était ouverte et composée de plusieurs quartiers, étant maintenant entièrement aux mains des Montfaucon, Amédée en fait une ville fermée en entourant la colline de murailles qui reliaient le bourg au château. Ainsi les possessions des Montfaucon ne forment plus qu'une seule pièce comprenant outre Montfaucon, Bouclans, Roulans, Vercel, Vennes, Vuillafans-le-Viel, la garde de Morteau et de La Grâce-Dieu, la suzeraineté des seigneuries de Neuchâtel-Urtière, de Saint-Hippolyte, de Châtillon-près-Maîche, de Vuillafans-le-Neuf et de Passavant qu'il venait de former entre 1255 et 1266. Ceci fait, il procède de même avec sa seigneurie d'Échallens, dont il agrandit l'enceinte du château et reconstruit les moulins et les bourgs.

## Famille
Amédée épouse, en 1247, Mathilde ou Mahaut (? - 30 août 1275/76), comtesse de Sarrebruck, veuve de Simon de Commercy (fils de Gaucher Ier de Broyes-Commercy, d'où Simon IV),  fille de Simon III comte de Sarrebruck et de Lorette de Lorraine, elle-même fille de Ferry II de Lorraine, de qui il a :
- Jean Ier, dit Jean de Montbéliard (? - septembre 1306), seigneur de Montfaucon, d'Orbe et d'Échallens ;
- Gauthier II (? - mai 1309), seigneur de Vuillafans-le-Vieux, seigneur de Montfaucon après le décès de son frère Jean
  - d'où la suite des seigneurs de Montfaucon puis des comtes de Montbéliard ;
- Agnès (? - 19 août 1278), ∞ Aymon II, comte de Genève, d'où deux filles, avec postérité dans la Maison de Vienne.

Avant son mariage, il a un fils naturel prénommé Barthélemy de Montbéliard, (? - 1230).

### Sources
- Frédéric Charles Jean Gingins-La Sarraz, Recherches historiques sur les acquisitions des sires de Montfaucon et de la maison de Chalons dans le pays-de-Vaud, G. Bridel, 1857 (lire en ligne), p. 37 à 64.